# 中央橋 (長崎市)

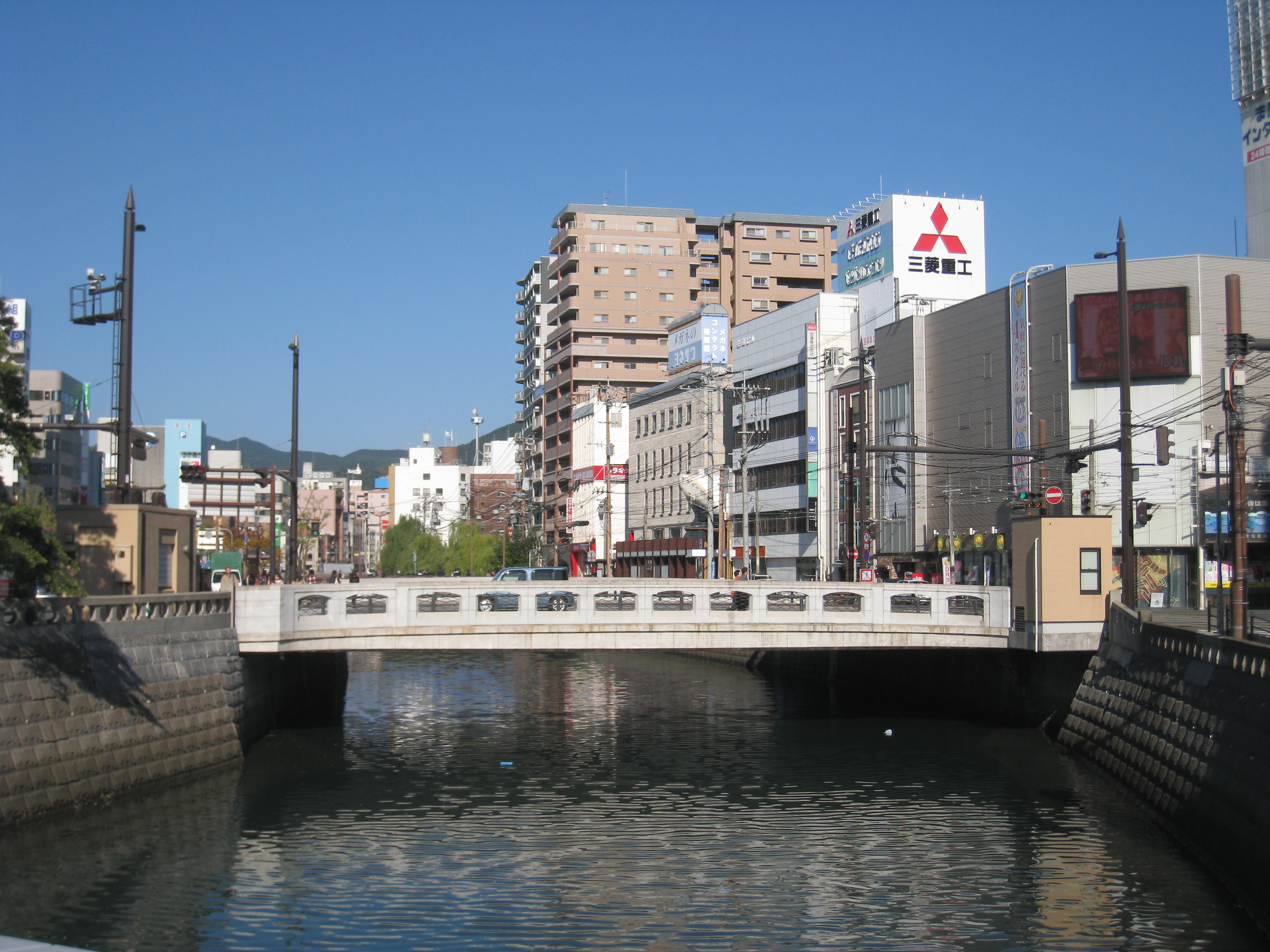
中央橋

中央橋（ちゅうおうばし）とは長崎県長崎市の中島川西側にある地名。行政町名では、主に江戸町と築町（つきまち）を指す。

## 地理
長崎市中心部に位置する。北で万才町と賑町、東で浜町、東南で銅座町、南で出島町、西で元船町、樺島町と隣接する。

## 歴史
- 1952年（昭和27年）
  - 3月15日 - 中央橋の建設が開始。
  - 12月5日 - 中央橋が完成[1]。橋の長さは20.70m、幅員22.60m、橋の名称は市民から公募して命名された。
- 1967年（昭和42年）12月28日 - 中央橋交差点の混雑緩和のため、長崎県によりX字型の歩道橋が完成・開通。
- 2006年（平成18年） - 洪水防止を目的とした中島川の拡幅工事に伴い、中央橋の架け替え工事が開始。
- 2007年（平成19年） 2月 - 中央橋交差点の歩道橋が完全に撤去される。
- 2009年（平成21年）10月 - 中央橋の架け替え工事が完了。

## 交通
長崎市交通の要衝となっており、多数のバスが中央橋交差点を経由地や始発地としている。交通量は非常に多く、ここを通過するバスも非常に多い。バス停は分散する形で設けられ、銕橋前または旧県庁坂のふもとにあるバス停から市内各地へ向かう主要なバスに乗ることが出来るようになっている。

### 鉄道
- 長崎電気軌道
  - 本線大波止停留場
  - 本線・蛍茶屋支線西浜町停留場

### バス
- 長崎バス
- 長崎県営バス
- 西肥バス

### 道路
- 国道324号（県庁坂通り）
- 江戸町通り

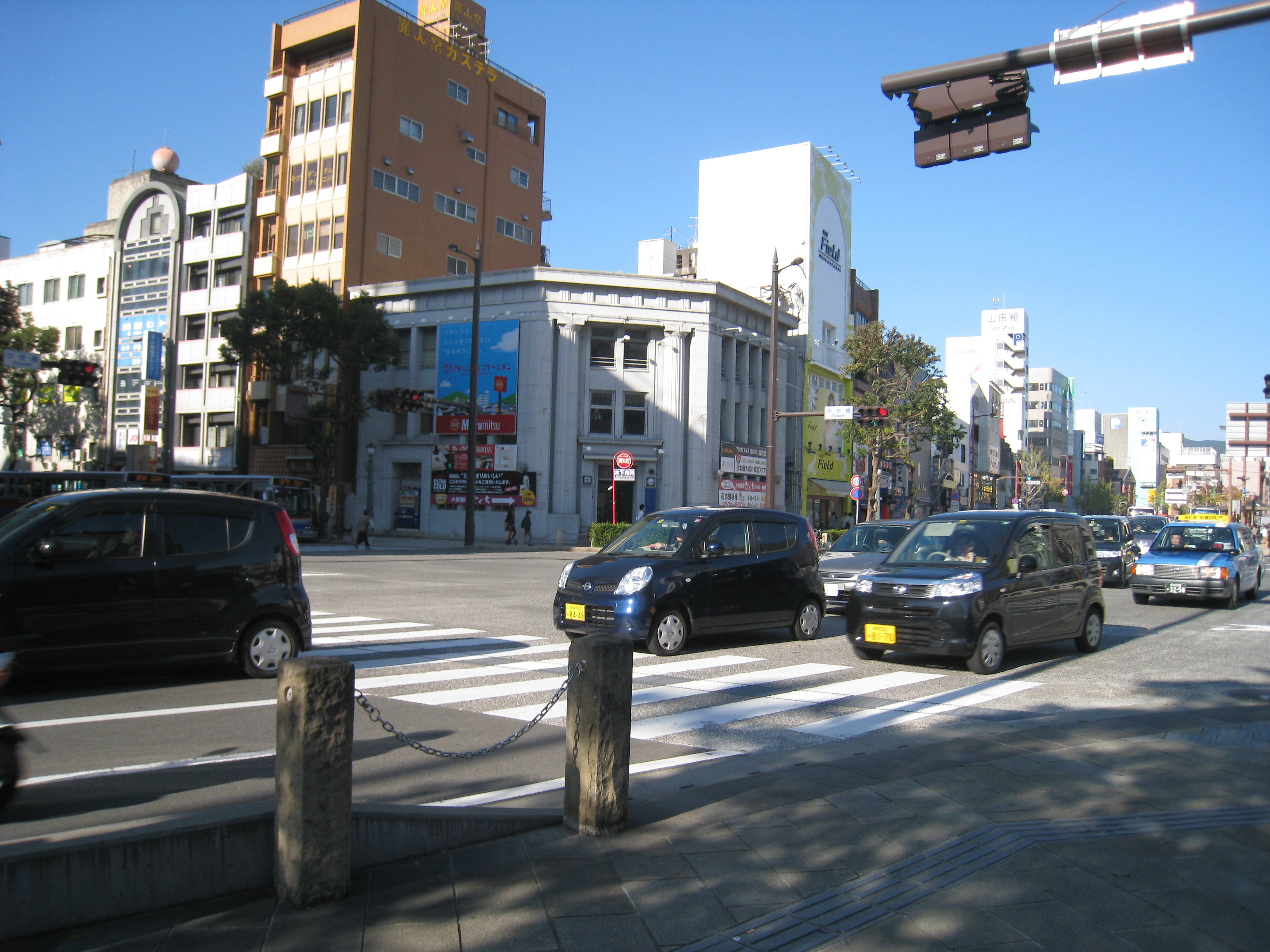
中央橋交差点
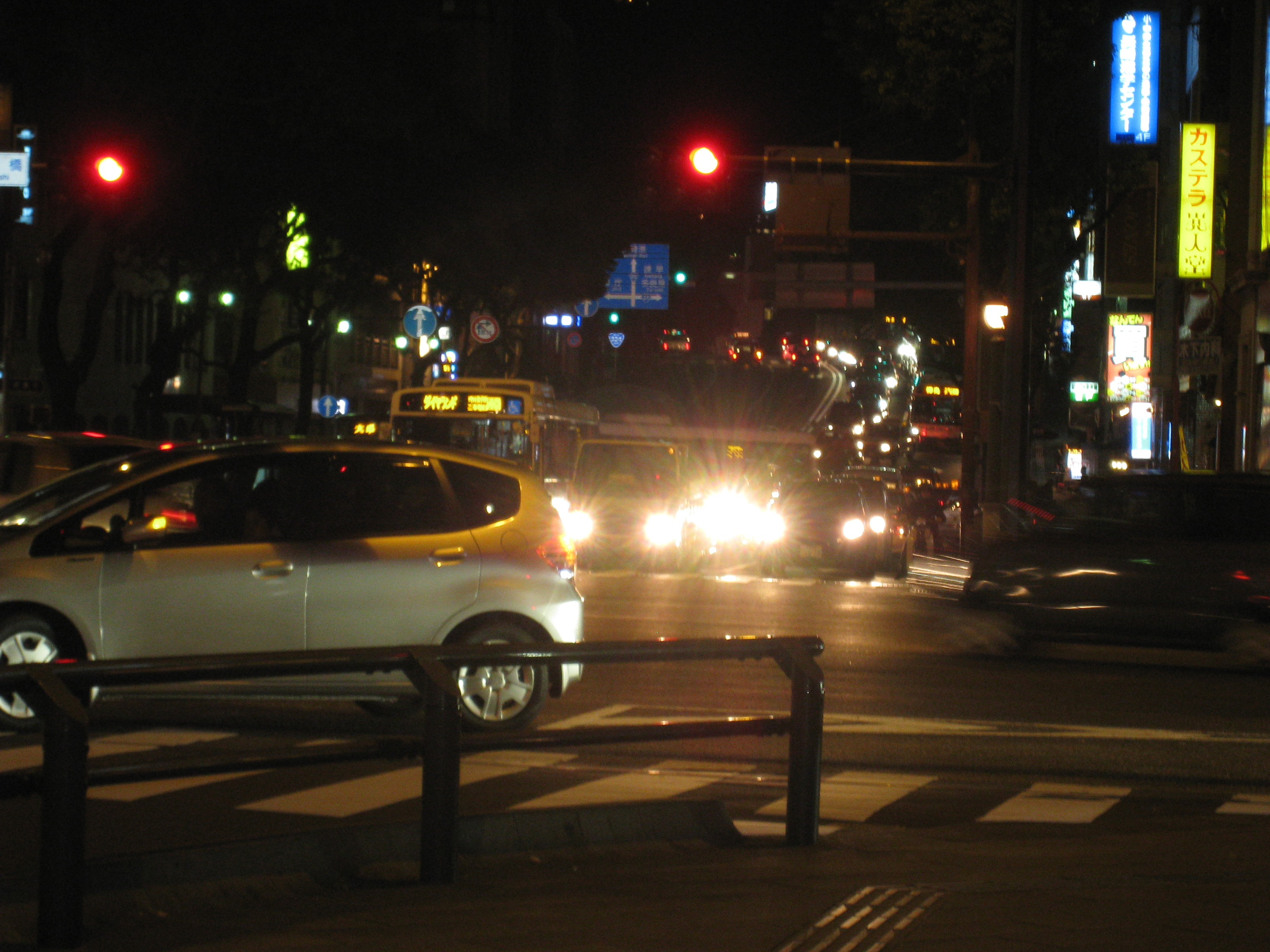
混雑する中央橋交差点（この写真内に６台のバスが見える）
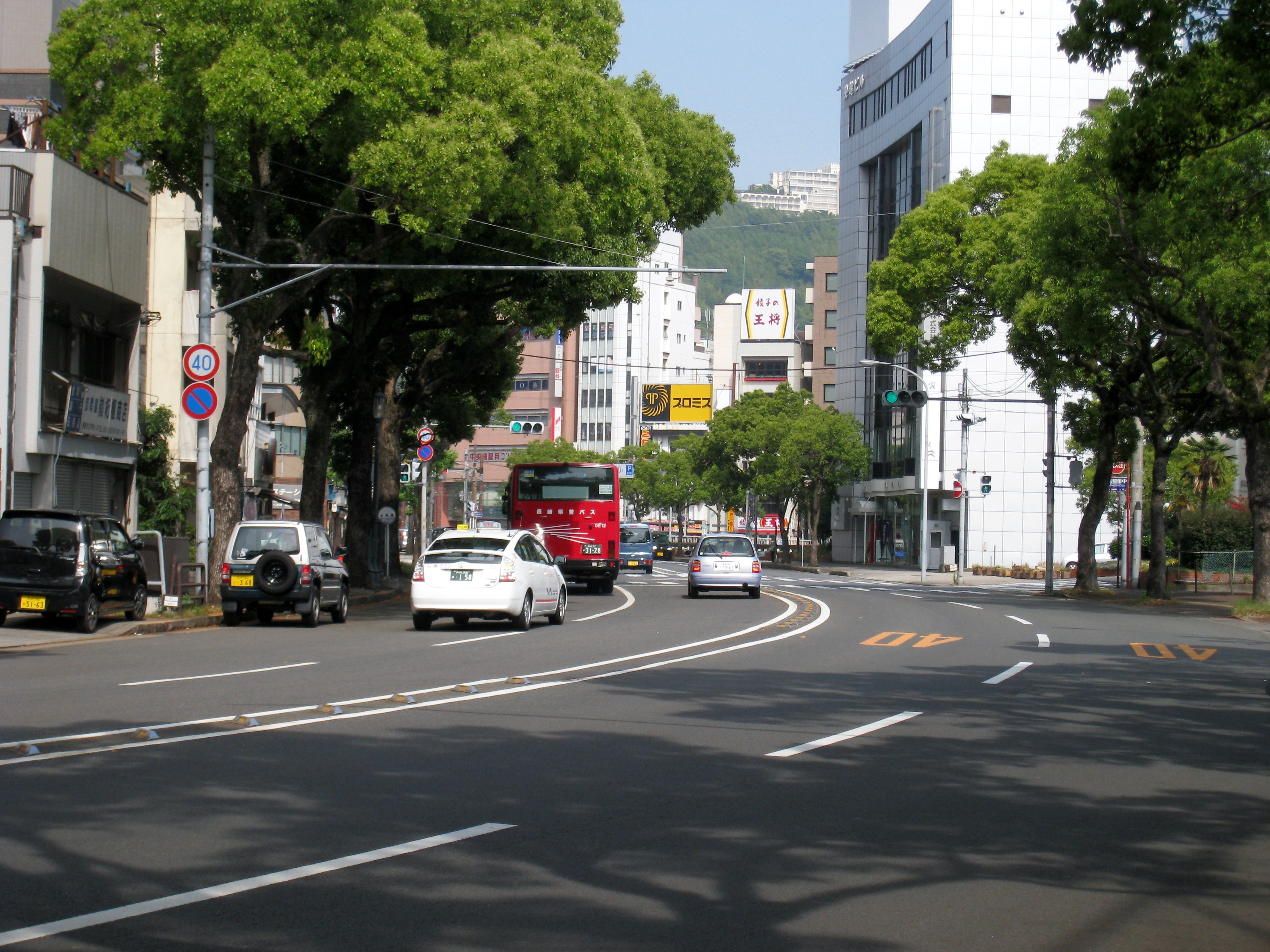
江戸町通り

## 施設
- メルカつきまち
- 肥後銀行
- 中央橋
- 福岡銀行
- 築町パーキング